# Cronologia descoperirilor științifice

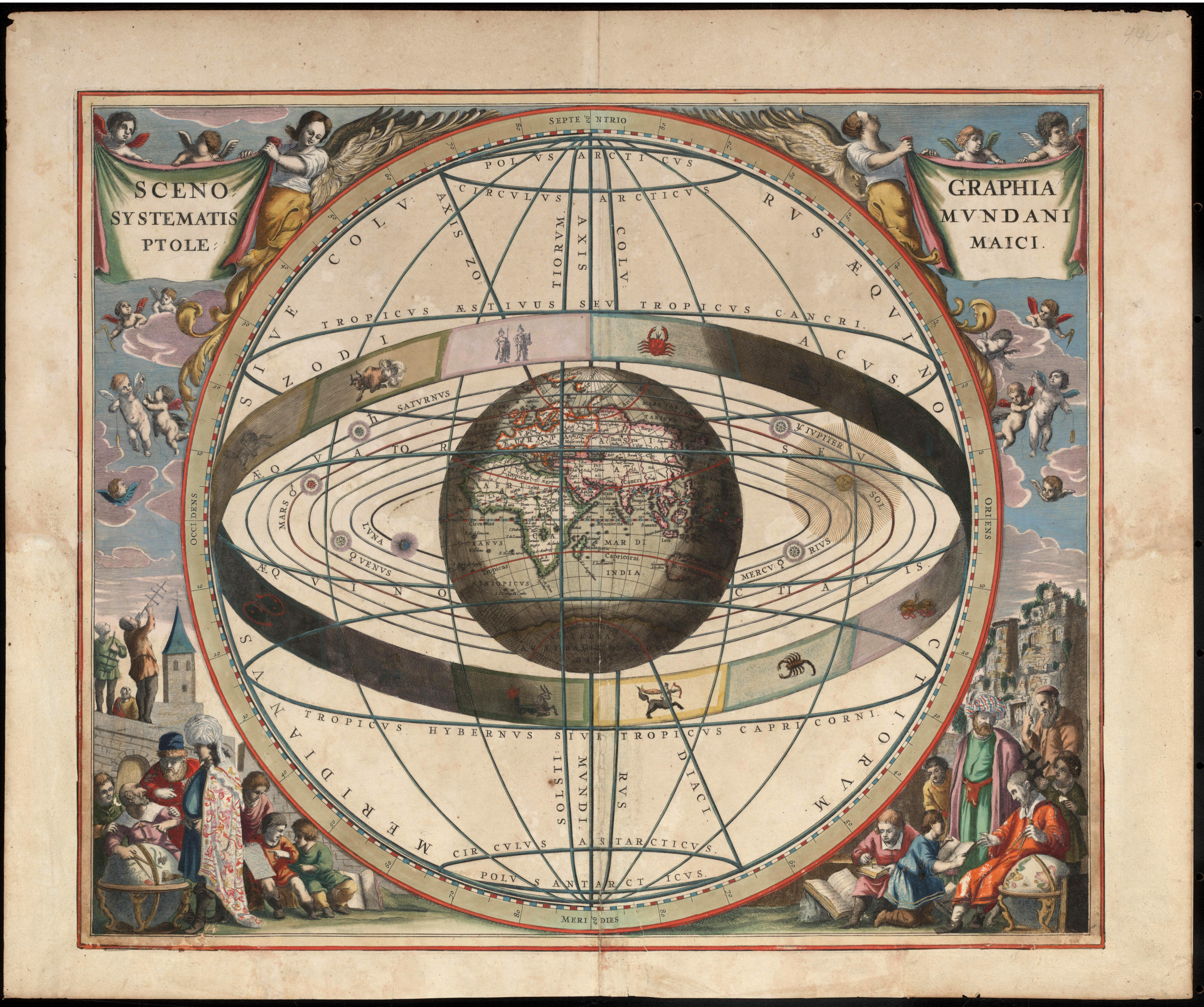
Prezentarea universului după concepția lui Ptolomeu (reprezentare grafică din 1661)

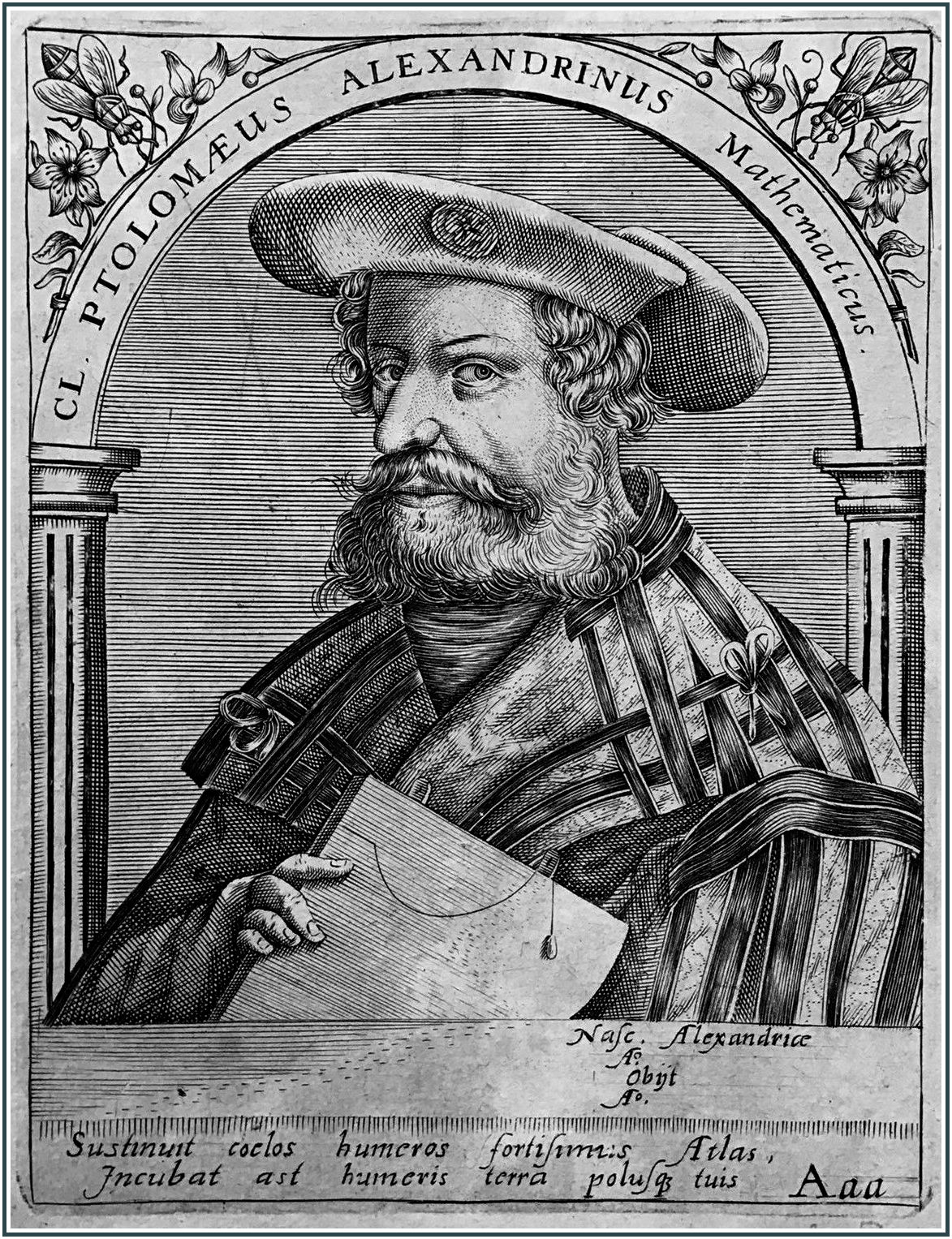
Matematicianul Ptolemeu „Alexandrinul”, imagine dintr-o carte din secolul al XVI-lea

O descoperire științifică este descrierea, observarea sau demonstrarea experimentală plauzibilă a fenomenelor fizice care apar în natură care încă nu au fost observate. De exemplu, o nouă descoperire științifică este izolarea unui compus chimic nou în stare naturală; descoperirea și descrierea unei plante necunoscute; observarea unui tip nou de radiații sau relația dintre două cantități care sunt în prezent considerate a fi independente una de alta.
Aceasta este o listă cronologică a descoperirilor științifice:

## Î.Hr.

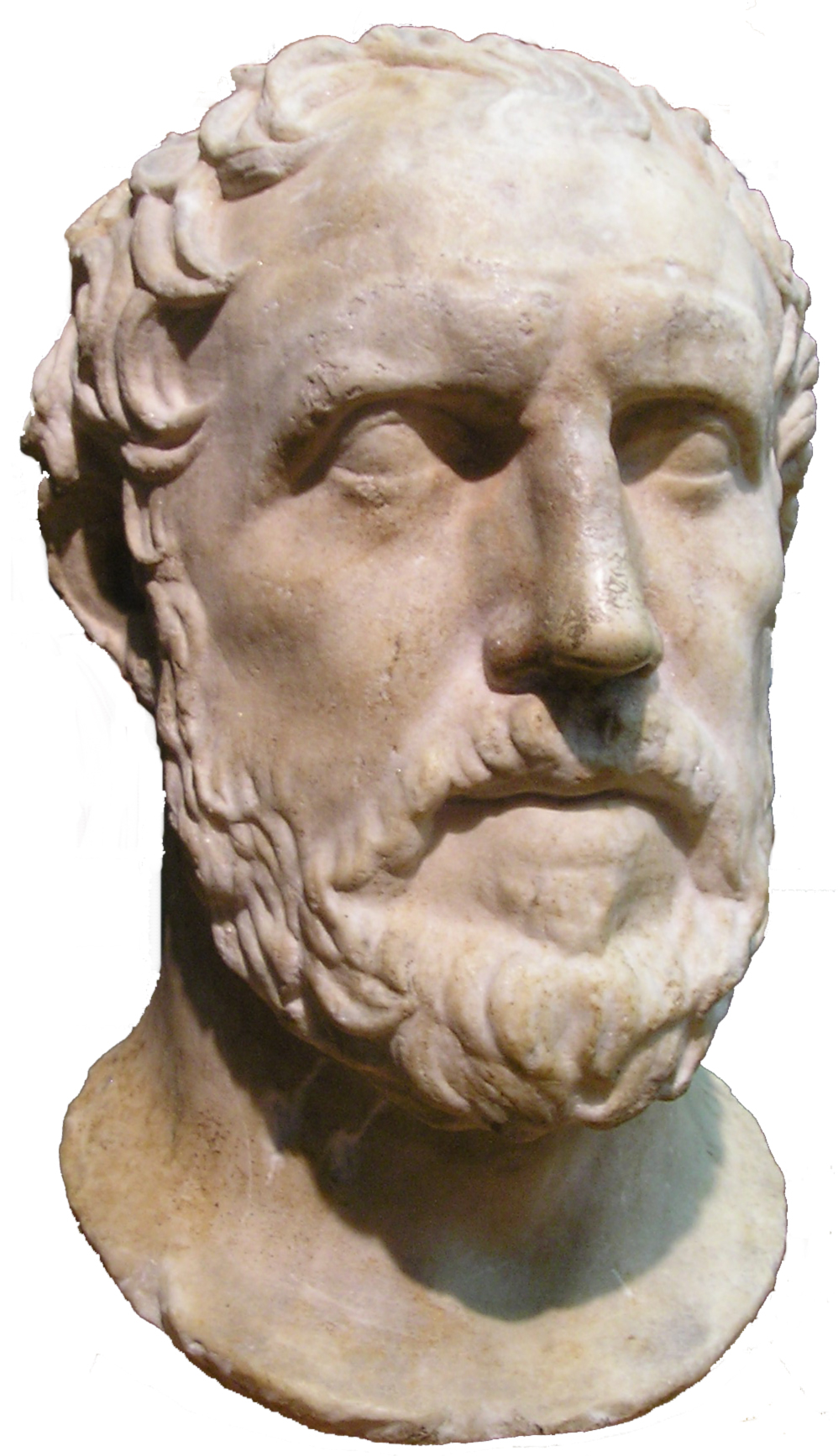
Bustul lui Tucidide, aflat la Royal Ontario Museum.

- 30.000 - 25.000 î.Hr.: În Europa centrală și în Franța, popoarele din paleolitic folosesc crestăturile pe oase de animale, pe fildeș și pe pietre pentru a înregistra numerele.[1]
- Secolul al XVII-lea î.Hr. - Tableta lui Venus a lui Ammisaduqa, primele observații astronomice babiloniene cunoscute
- Secolul al VIII-lea î.Hr. - Aitareya Brahmana: heliocentrism
- 3000 î.Hr. - Determinarea duratei anului la 360 zile de către vechii egipteni - în funcție de inundațiile Nilului și de aparițiile stelei Sirius
- 3000 î.Hr. - Ecuațiile de gradul doi - în Babilon {\displaystyle ax^{2}+bx+c=0}
- 1100 î.Hr. - Oblicitatea eclipticii pe ecuator 23°54'(Chu Kong)
- 600 î.Hr. - Teorema lui Thales în geometrie
- 580 î.Hr. - Thales din Milet descrie comportamentul magnetitului.
- 430 î.Hr. - Tucidide: Sistemul imunitar

Democrit și Leucip din Milet - Emit ipoteza atomică. Atomul (quark) este indivizibil, indestructibil și între atomi se află spațiu gol.
- 360 î.Hr. - Eudoxus din Cnidus: primul model planetar grec
- 350 î.Hr. - Heraclides: Rotația Pământului
- Secolul al III-lea î.Hr. - Eratosthenes: calculează mărimea Pământului și distanțele până la Soare și până la Lună
- Secolul al III-lea î.Hr. - Aristarh din Samos: a sugerat că Pământul se rotește în jurul Soarelui care stă fix
- Secolul al II-lea î.Hr. - Hiparh: astronomia științifică, determină durata anotimpurilor, arată că mișcarea Soarelui în jurul Pământului nu este uniformă, descoperă neregularități în mișcarea Lunii, clasifică stelele după strălucire, calculează distanța de la Pământ la Lună, diametrul selenar, teoria epiciclurilor, a măsurat înclinația pe eliptică a orbitei lunare la 5°, introduce metodele trigonometrice în astronomie, fenomenul de precesie a echinocțiilor[2], descoperirea proiecției stereografice (astronomie) (potrivit lui Synesios din Cirene). Pe baza proiecției stereografice Hiparh construiește primul Astrolab Plan (instrument universal)[3][4]
- 150 î.Hr. - Seleucus din Seleucia: descoperă că mareele sunt cauzate de Lună.

## Secolul al II-lea
- 150, Ptolemeu: prezintă modelul geocentric al sistemului solar

## Secolul al IV-lea
- anii 300 - apariția alchimiei în Europa. În 1144 asistăm la apariția clară a alchimiei în Europa de vest: Roberto de Chester traduce din arabă Liber de compositione alchimiae, o lucrare cu largi conotații mistice, inițiatice, ezoterice.

## Secolul al VII-lea
- înainte de 668 - Brahmagupta - soluțiile generale ale ecuației liniare și a celei de gradul al doilea [5] definește pentru prima dată numărul zero, adunarea și scăderea, stabilește regulile operațiilor elementare cu fracții

## Secolul al VIII-lea

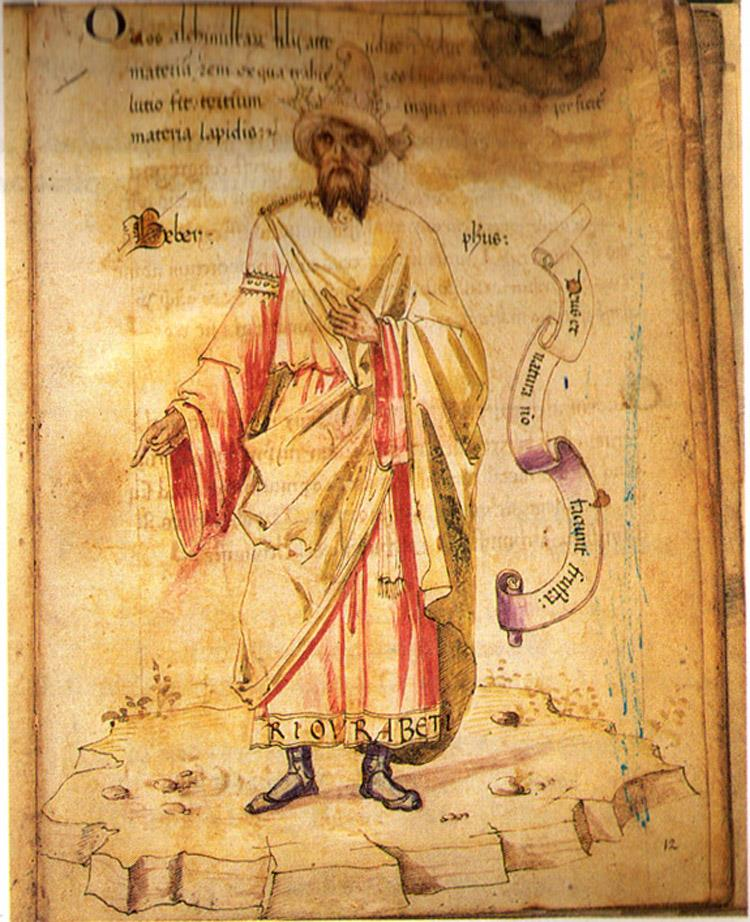
Geber (c. 721- c. 815) într-un manuscris alchimist din sec. al XV-lea

- Geber (Jabir ibn Hayyan): începuturile chimiei și ale metodei experimentale; descoperă acidul clorhidric, acidul sulfuric, acidul nitric și acidul acetic; descoperă carbonatul de sodiu, potasiul, apa distilată și alcoolul pur (etanolul); a descoperit că aqua regia, un amestec din acizii azotic și clorhidric, poate dizolva metalele, de exemplu aurul; descoperă lichefierea, cristalizarea, purificarea, oxidarea, evaporarea, filtrarea și sublimarea.

## Secolul al IX-lea
- Banu Musa: descoperă că toate corpurile cerești sunt supuse acelorași legi ca și cele terestre; descoperă existența gravitației între corpurile cerești și între sferele cerești (înainte de formularea legii lui Newton a gravitației universale)
- Al-Kindi (Alkindus): respinge teoria transmutării metalelor inferioare în aur; conceptul de relativitate

## Secolul al XI-lea

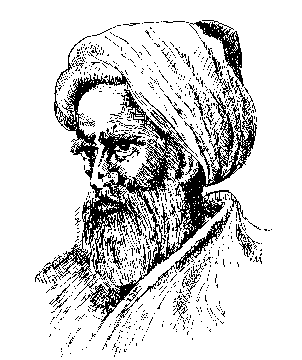
Ibn al-Haytham, 965 - 1039.

- 1021 - Ibn al-Haytham -  Carte de Optică (limba persană: Ketāb e Manzarehā (کتاب منظره ها) : bazele opticii moderne, metoda științifică și fizica experimentală; explicația corectă a percepției vizuale; inventarea camerei obscure; bazele telescopului astronomic , descoperă că razele de lumină ce călătoresc în linii drepte sunt formată din particule de fotoni, principiul lui Fermat privind timpul, o viziune cauzată de razele de lumină care intră în ochi; propagarea rectilinie, constituentul culorilor și aspectele electromagnetice ale luminii; explicația umbrelor, vederii binoculare, refracției atmosferice și ale iluziei selenare; relația dintre densitatea atmosferei cu altitudinea; viteza finită a luminii
- 1020 - Avicenna - Canonul Medicinei: începuturile medicinei experimentale; descoperirea naturii contagioase a bolilor infecțioase, inclusiv ftiziile, tuberculoza și bolile cu transmitere sexuală; descoperă mediastinita și pleurezia, bacteria și organismele virale, precum și distribuția bolii prin apă și sol
- Ibn al-Haytham și Avicenna: legea inerției (prima lege a mișcării a lui Newton) și descoperă impulsul (parte din  a doua lege a mișcării a lui Newton)
- Abu Rayhan al-Biruni: începuturile astronomiei experimentale

## Secolul al XIII-lea
- 1220-1235 - Robert Grosseteste: promovarea metodei experimentale ca metodă științifică (vezi și: Roger Bacon)
- 1242 - Ibn al-Nafis: primele cercetări privind circulația pulmonară și aparatul cardiovascular
- Theodoric din Freiberg: explicație corectă privind curcubeul

## Secolul al XIV-lea
- Înainte de 1327 - William de Occam: Briciul lui Occam sau principiul parcimoniei (entia non sunt multiplicanda praeter necessitatem).

## Secolul al XVI-lea
- 1543 - Copernicus: modelul heliocentric
- 1543 - Andreas Vesalius: cercetare de pionierat în anatomia umană, considerat fondator al anatomiei moderne umane
- 1552 - Michael Servetus: primele cercetări în Europa privind circulația pulmonară
- anii 1570 - Tycho Brahe: observații astronomice detaliate
- 1600 - William Gilbert: Câmpul magnetic al Pământului

## Secolul al XVII-lea

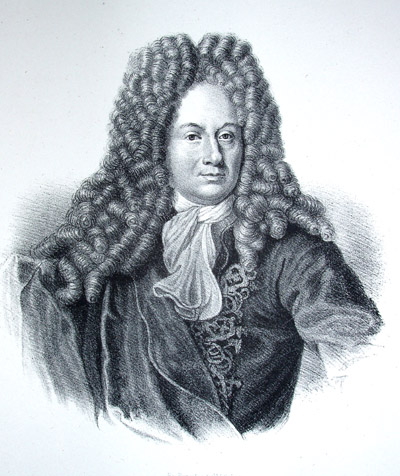
Ole Christensen Rømer

- 1609 - Johannes Kepler: primele două legi ce descriu mișcările planetelor în jurul unei stele
- 1610 - Galileo Galilei: Sidereus Nuncius: observații telescopice
- 1614 - John Napier: folosește logaritmi pentru calcul  Arhivat în 11 ianuarie 2010, la Wayback Machine.. Există dovezi că logaritmii au fost cunoscuți încă din secolul al VIII-lea în India.
- 1628 - William Harvey: Circulația sanguină
- 1637 - René Descartes: Metoda științifică
- 1643 - Evangelista Torricelli inventează barometrul cu mercur
- 1662 - Robert Boyle: Legea lui Boyle pentru gazul ideal
- 1665 - Philosophical Transactions of the Royal Society prima revistă publicată de revizuiri științifice.
- 1669 - Nicholas Steno: Afirmă că fosilele sunt resturile organice incluse în straturile de sedimente, baza stratigrafiei
- 1675 - Leibniz, Newton: calcul infinitezimal
- 1675 - Anton van Leeuwenhoek: Microorganisme
- 1676 - Ole Rømer:  prima măsurare cantitativă a vitezei luminii
- 1687 - Newton: Legea mișcării, Legea atracției universale, baza fizicii clasice

## Secolul al XVIII-lea

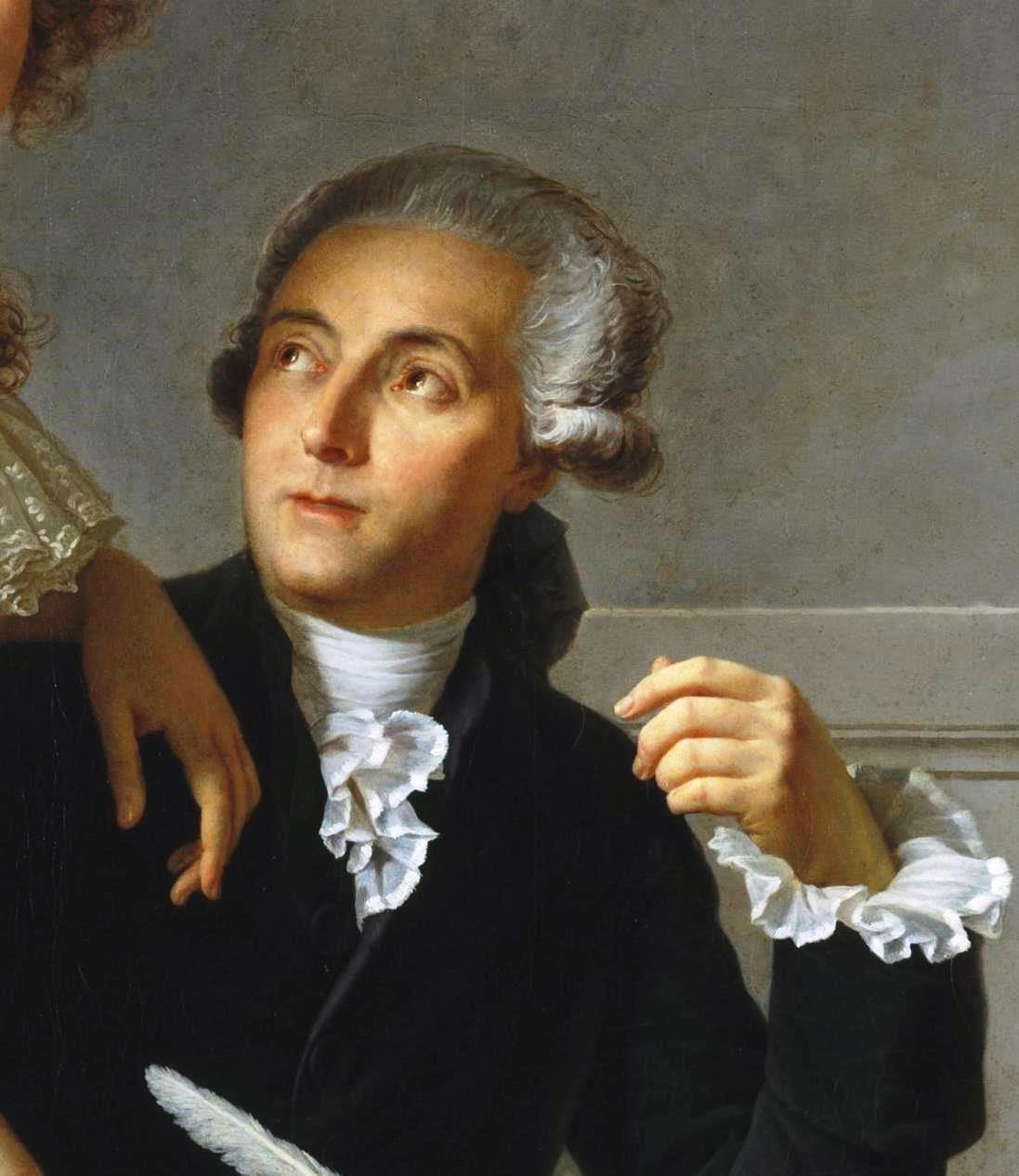
Antoine Lavoisier (1743-1794), pictură de Jacques-Louis David

- 1714 - Gabriel Fahrenheit inventează termometrul cu mercur
- 1745 - Ewald Georg von Kleist a inventat primul dispozitiv care stochează electricitate statică, denumit în cele din urmă Butelia de Leyda
- 1750 - Joseph Black: descrie Căldura latentă
- 1751 - Benjamin Franklin: fulgerul este electric
- 1778 - Antoine Lavoisier (și Joseph Priestley): Descoperirea oxigenului conduce la sfârșitul teoriei flogisticului
- 1781 - William Herschel anunță descoperirea planetei Uranus, extinzând granițele cunoscute ale sistemului solar pentru prima dată în istoria modernă
- 1785 - William Withering: publică primul tratat definitiv de utilizare a plantei foxglove (Degețel) pentru tratarea hidropiziei (oedema).
- 1787 - Jacques Charles: Legea lui Charles a gazului ideal
- 1789 - Antoine Lavoisier: legea conservării massei, baza chimiei și începutul chimiei moderne,
- 1796 - Georges Cuvier: Stabilește extincția ca pe un fapt
- 1799 -  William Smith: Publică harta geologică a Angliei, prima hartă geologică din lume, prima aplicație a stratigrafiei

## Secolul al XIX-lea

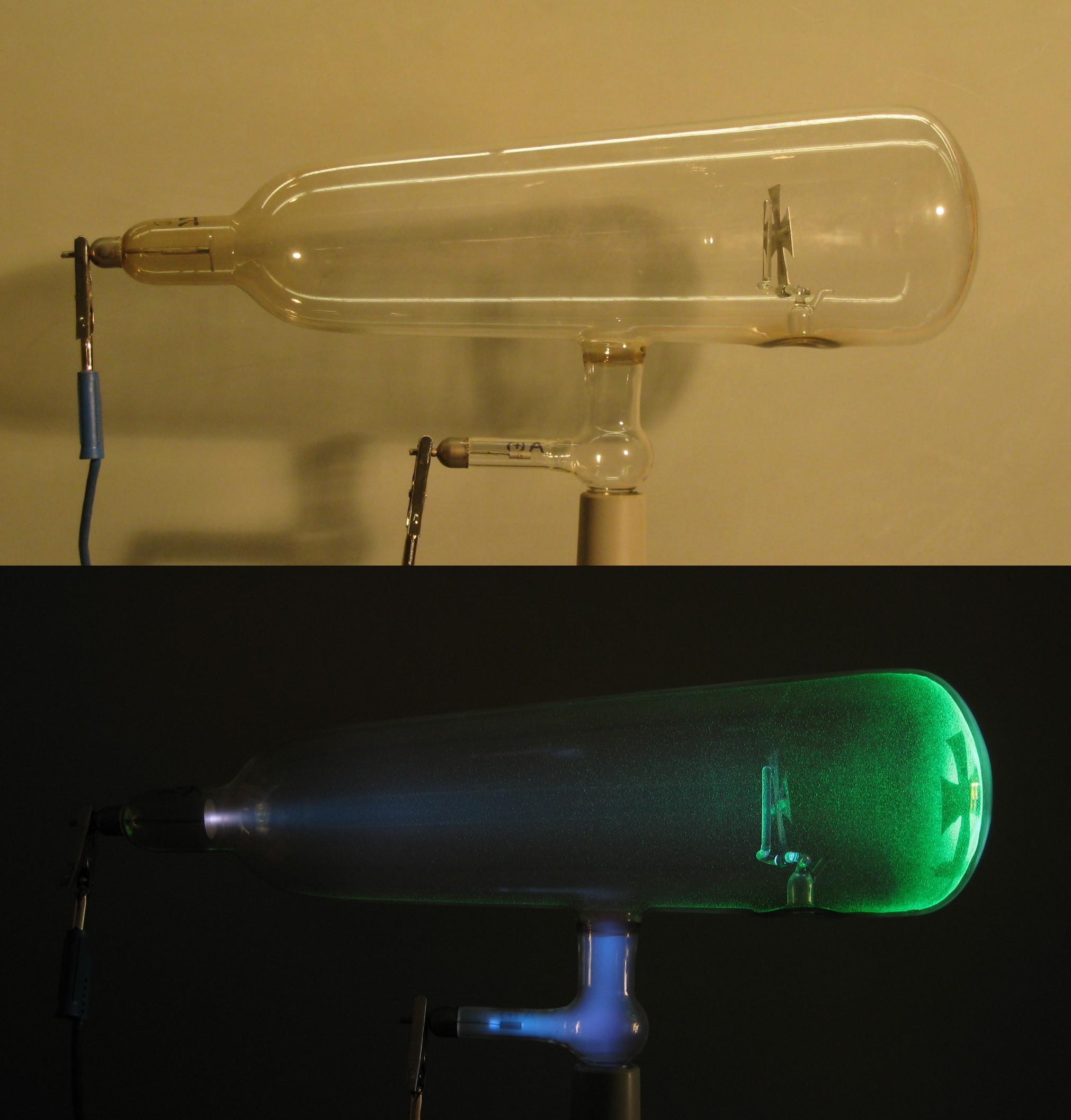
Tubul Crookes

- 1800 - Alessandro Volta descrie bateria electrică
- 1802 - Jean-Baptiste de Lamarck: evoluția teologică
- 1805 - John Dalton: Teoria atomului în (Chimie)
- 1824 - Carnot: descrie ciclul Carnot, motorul cu ardere ideal
- 1827 - Georg Simon Ohm: Legea lui Ohm (Electricitate)
- 1827 - Amedeo Avogadro: Legea lui Avogadro (Legile gazelor)
- 1828 - Friedrich Wöhler sintetizează ureea, distrugând vitalismul
- 1833 - Anselme Payen izolează prima enzimă, (Diastazică)
- 1838 - Matthias Schleiden: toate plantele sunt create din celule
- 1843 - James Prescott Joule: Legea conservării energiei (Prima lege a termodinamicii), de asemenea în 1847 - Helmholtz, Conservarea energiei
- 1846 - William Morton: descoperă anestezia
- 1848 - Lord Kelvin: zero absolut ca temperatură
- 1858 - Rudolf Virchow: Celulele pot apărea numai din celulele pre-existente,
- 1859 - Charles Darwin și Alfred Wallace: Teoria evoluției prin selecție naturală
- 1865 - Gregor Mendel: Legile lui Mendel privind moștenirea genetică, baza geneticii
- 1869 - Dmitri Mendeleev: Tabelul periodic
- 1873 - James Clerk Maxwell: Teoria electromagnetismului
- 1875 - William Crookes a inventat tubul Crookes și a studiat razele catodice
- 1876 - Josiah Willard Gibbs a înființat termodinamica chimică, norma de fază
- 1877 - Ludwig Boltzmann: definiție statistică a  entropiei
- 1887 - Albert Michelson și Edward Morley:  lipsa de dovezi privind eterul
- 1895 - Wilhelm Conrad Röntgen descoperă razele x
- 1896 - Henri Becquerel descoperă radioactivitatea
- 1897 - J.J. Thomson descoperă electroni în razele catodice

## Secolul al XX-lea

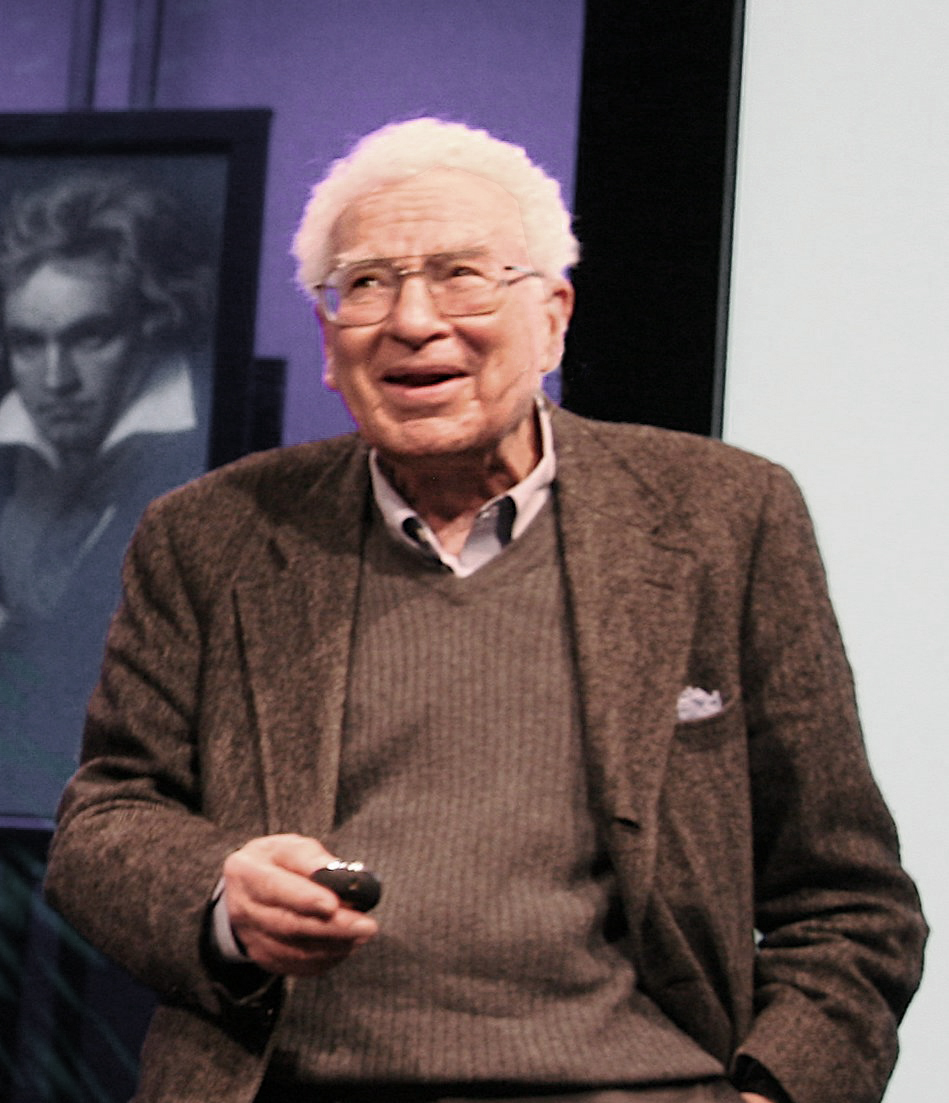
Murray Gell-Mann în 2007. În 1964 a propus la Conferința TED modelul de quarc

- 1900 - Max Planck: Legea lui Planck
- 1905 - Albert Einstein: Teoria relativității
- 1906 - Walther Nernst: A treia lege a termodinamicii
- 1912 - Alfred Wegener: Mișcarea de derivă a continentelor
- 1912 - Max von Laue :  Tehnici de împrăștiere a razelor X (en.: Difracția razelor X)
- 1913 - Henry Moseley: definește numărul atomic
- 1913 - Niels Bohr: Modelul atomic Bohr
- 1915 - Karl Schwarzschild: descoperă raza Schwarzschild (sau raza gravitațională) care duce la identificarea găurilor negre
- 1915, 1916 - Albert Einstein: Teoria relativității generale - și David Hilbert
- 1918 - Emmy Noether: Teorema lui Noether - condițiile în care legile de conservare sunt valide
- 1924 - Wolfgang Pauli: Principiul de excluziune (Mecanică cuantică)
- 1925 - Erwin Schrödinger: Ecuația Schrödinger (Mecanică cuantică)
- 1927 - Werner Heisenberg: Principiul incertitudinii (Mecanică cuantică)
- 1927 - Georges Lemaître: Teoria Big Bang
- 1928 - Paul Dirac: Ecuația lui Dirac (Mecanică cuantică)
- 1929 - Edwin Hubble: Legea lui Hubble de extindere a universului
- 1929 - Relațiile de reciprocitate ale lui Lars Onsager
- 1934 - Clive McCay: Reducerea numărului de calorii extinde durata de viață maximă a speciei
- 1943 - Oswald Avery dovedește că ADN-ul este materialul genetic al cromozomului
- 1947 - William Shockley, John Bardeen și Walter Brattain inventează primul tranzistor
- 1948 - Claude Elwood Shannon: O teorie matematică a comunicării o lucrare despre teoria informației
- 1948 - Richard Feynman, Julian Schwinger, Sin-Itiro Tomonaga și Freeman Dyson: electrodinamică cuantică
- 1951 - George Otto Gey propagă prima linie de celule canceroase, HeLa
- 1953 - Watson și Crick: structura elicoidală a ADN-ului, baza pentru biologie moleculară
- 1964 - Murray Gell-Mann și George Zweig: au propus independent modelul de quarcuri
- 1964 - Arno Penzias și Robert Woodrow Wilson: detectează radiația cosmică de fond care dovedește teoria Big Bang
- 1965 - Leonard Hayflick: celulele normale se divizează doar de un anumit număr de ori: Limita Hayflick
- 1967 - Jocelyn Bell Burnell și Antony Hewish descoperă primul pulsar
- 1984 - Kary Mullis:  Reacția în lanț a polimerazei, o descoperire cheie în biologia moleculară
- 1995 - Michel Mayor și Didier Queloz observă prima planetă extrasolară în jurul unei stele din secvența principală
- 1997 - Institutul Roslin: Oaia Dolly este clonată.
- 1997 - Experimentul CDF și experimentul despre natura fundamentală a materiei, Dzero realizate la acceleratorul Fermilab: descoperirea Quarcului Top.
- 1998 - Gerson Goldhaber și Saul Perlmutter descoperă că  expansiunea Universului se accelerează.

## Secolul al XXI-lea
- 2001 - Primul proiect al genomului uman este finalizat.
- 2006 - Pluto este reclasificată formal ca planetă pitică de către Uniunea Astronomică Internațională.
- 2009 - Satelitul LCROSS confirmă existența apei pe Lună